# Helicopter 66

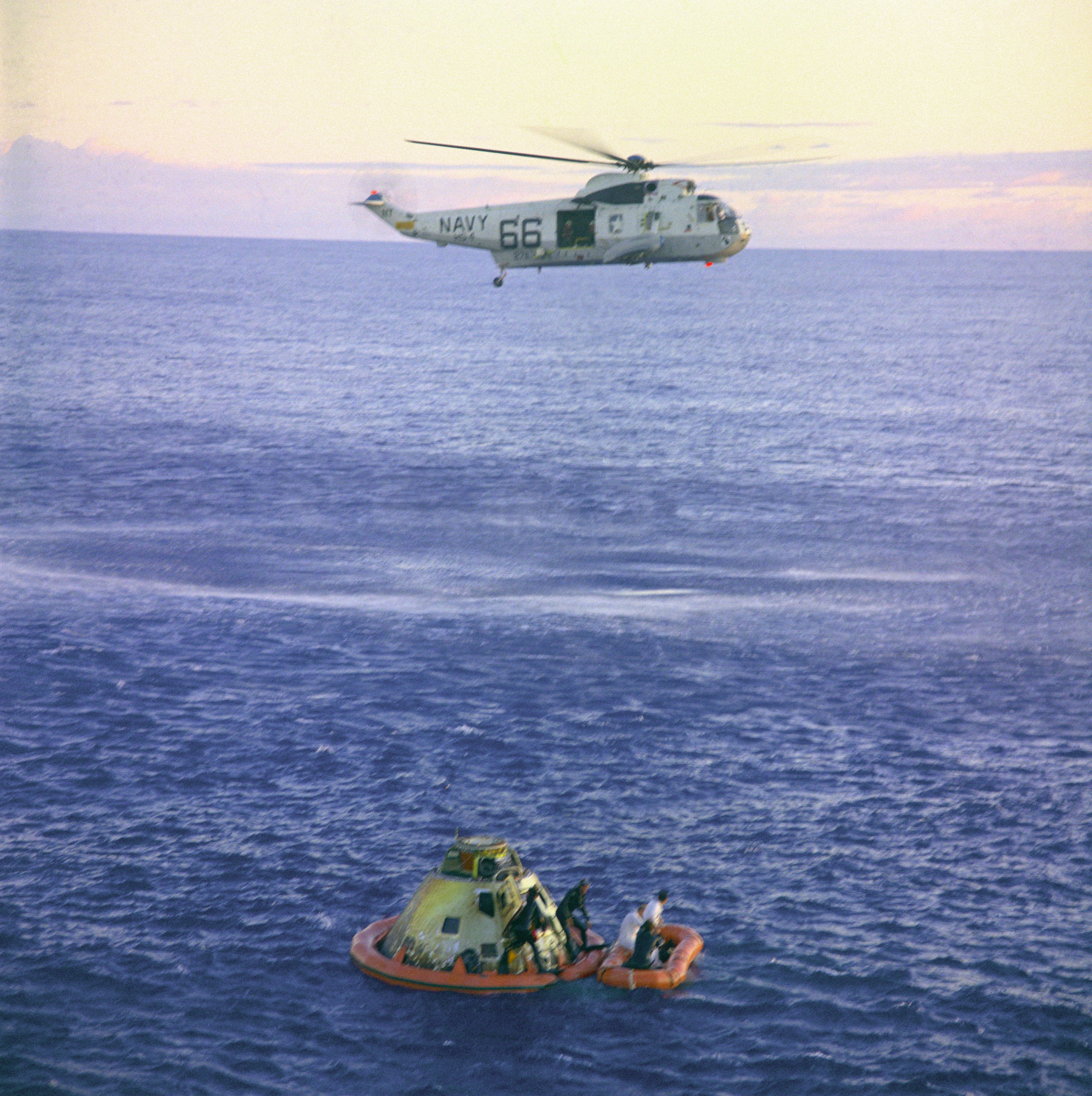
Helicopter 66 bei der Bergung der Apollo 10, 1969

Helicopter 66 war die populäre Bezeichnung für einen Sikorsky-Sea-King-Hubschrauber der United States Navy, der während der Wasserbergung der Astronauten des Apollo-Programms eingesetzt wurde. Durch häufige Medienberichte erreichte er auch in der Öffentlichkeit eine große Bekanntheit. Der Militärhubschrauber stürzte im Juni 1975 während einer Übung im Pazifischen Ozean ab.

## Sikorsky SH-3D
Helicopter 66 war ein für die U-Jagd entworfener Sikorsky SH-3D und typischerweise für vier Besatzungsmitglieder und drei Passagiere ausgelegt. Angetrieben durch zwei General-Electric-T58-GE-10-Wellentriebwerke mit je 1400 PS (1000 kW), hatten SH-3Ds eine Höchstgeschwindigkeit von 120 Knoten (220 km/h; 140 mph) und eine maximale Flugdauer von durchschnittlich 4,5 Stunden. Sie hatten ein maximal erlaubtes Gewicht von 20.500 Pfund (9300 kg) mit der Fähigkeit, eine externe Anhängelast von bis zu 6000 Pfund (2700 kg) zu tragen. Während der U-Jagd-Missionen war die SH-3D normalerweise mit MK-46/44-Torpedos bewaffnet.

## Einsatzgeschichte
Helicopter 66 war während seiner gesamten Dienstzeit bei der am 30. Juni 1952 aufgestellten Helicopter Anti-Submarine Squadron FOUR (HS-4) eingesetzt. Die den Beinamen Black Knights führende Einheit war die erste U-Jagd-Hubschrauberstaffel der U.S. Navy, die an Bord eines Flugzeugträgers im Einsatz war; so 1953 an Bord der USS Rendova.
Helicopter 66 wurde am 4. März 1967 bei der U.S. Navy in Dienst gestellt und 1968 der Staffel HS-4 zugeteilt. Er trug die Bureau Number 152711 und sein US-Navy-Modex lautete anfangs NU-66. HS-4 gehörte zu diesem Zeitpunkt zur Carrier-Antisubmarine Group 55 (CVSG-55), die auf der Yorktown stationiert war. Die Modex-Nummern von HS-4 reichten von 50 bis 66. Hierbei war NU die Kennung der Gruppe und die Modex-Nummer identifizierte eindeutig jedes Luftfahrzeug auf dem Träger. Noch im Jahr 1968 wurden Yorktown und Squadron Four zur Unterstützung der NASA bzw. mit der Bergung der zurückkehrenden Astronauten von Apollo 8 beauftragt.
Nach Auflösung der CVSG-55 wurde Helicopter 66 der CVSG-59 zugeteilt und trug dort den Modex NT-66. Die Gruppe war anfänglich auf der Bennington stationiert, bevor sie im Juni 1969 auf die Hornet verlegt wurde. Helicopter 66 blieb dort die einzige Maschine von HS-4, die mit der 66 eine Modex-Nummer außerhalb des eigentlich zugeteilten Bereichs ab 300 trug. Im Mai und Juli 1969 nahm sie an der Bergung von Apollo 10 und Apollo 11 teil. Die Bergung von Apollo 10 führte Helicopter 66 im Rahmen einer Abordnung von der Princeton aus durch.

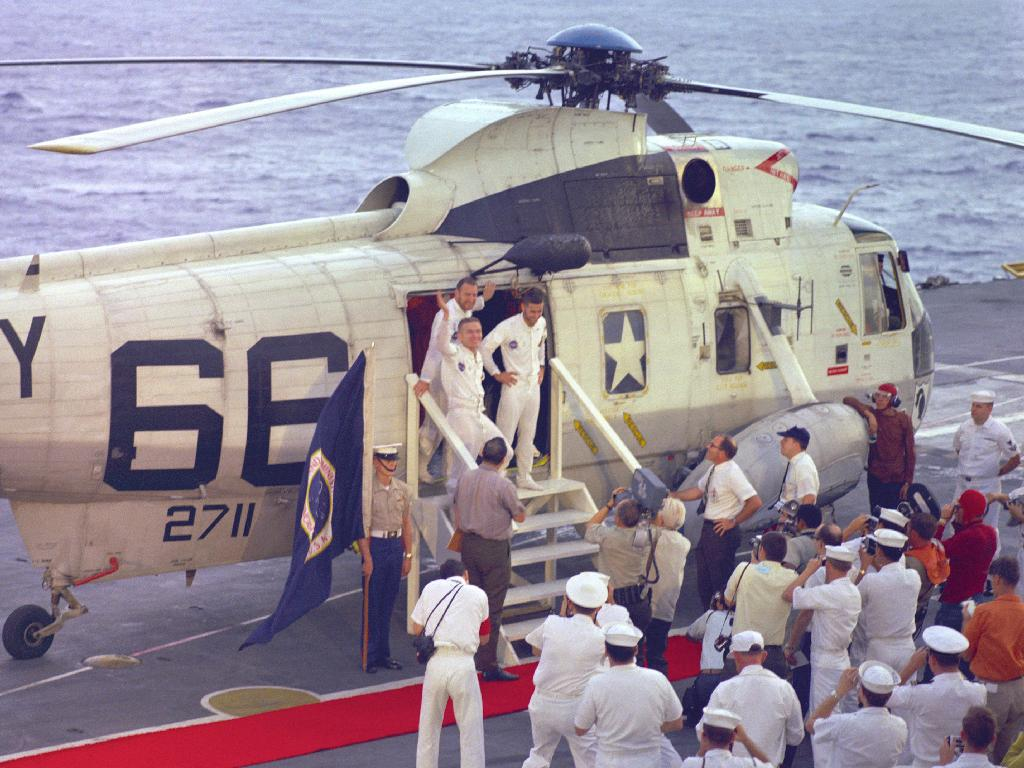
Die Besatzung der Apollo 8 steigt an Bord der USS Yorktown aus dem Helicopter 66

Während der Apollo-Missionen Apollo 8, Apollo 10 bis Apollo 13 war Helicopter 66 der primäre Bergungshubschrauber, der zurückkehrende Astronauten aus der Raumschiffkommandokapsel beförderte. Da es sich um die ersten Flüge zum Mond bzw. der Landung darauf handelte, erreichte er größte mediale Bekanntheit.
| Mission   | Flugdatum         | Basisschiff | Pilot           | Nachweis |
| --------- | ----------------- | ----------- | --------------- | -------- |
| Apollo 8  | 27. Dezember 1968 | Yorktown    | Donald S. Jones | [ 7 ]    |
| Apollo 10 | 29. Mai 1969      | Princeton   | Chuck B. Smiley |          |
| Apollo 11 | 24. Juli 1969     | Hornet      | Donald S. Jones |          |
| Apollo 12 | 24. November 1969 | Hornet      | Warren E. Aut   |          |
| Apollo 13 | 17. April 1970    | Iwo Jima    | Chuck B. Smiley |          |

### Markierungen
Ab April oder Juni 1969 begann der Modex von HS-4 auf der Hornet eigentlich bei NT-300, trotzdem führte der Helicopter bis zum Verlassen der Hornet im Februar 1970 weiterhin seine ursprüngliche Kennung 66. Nach der Verlegung auf die Ticonderoga von Oktober 1970 bis Juli 1971 begann die zugeteilte Nummerierung für HS-4 bei NT-400. Ab November 1973 nach der Überführung zum Trägergeschwader CVW-11 und Verlegung auf die Kitty Hawk führte die Maschine die Kennung NH-740. Ob der Hubschrauber nach 1970 tatsächlich temporär die Markierung 66 erhielt, ist nicht nachweisbar.
Während des Zeitraums seiner Verwendung für die Astronautenbergung trug Helicopter 66 an seinem Rumpf für jede Bergung, an der er teilgenommen hatte, eine Raumkapselsilhouette. Für die Bergung der Astronauten der Apollo 11 wurde die Unterseite des Rumpfs mit den Worten „Hail, Columbia“ lackiert.

### Absturz
Am 4. Juni 1975 um 19:00 Uhr war Helicopter 66, renummeriert zu Helicopter 740, vom Naval Outlying Landing Field Imperial Beach, in der Nähe von San Diego in Kalifornien, unterwegs zur U.S. Navy’s Helo Offshore Training Area, um eine planmäßige dreistündige nächtliche Anti-Uboot-Übung durchzuführen. Während des Vorgangs stürzte der Hubschrauber mit der Besatzung von vier Mann ab. Obwohl die Besatzung anschließend von der U.S. Coast Guard gerettet wurde, erlag der Pilot Leo Rolek seinen Verletzungen und starb später. Die genaue Ursache des Unfalls des Helicopter 66 ist unbekannt; Stand 2017 bleibt der U.S.-Navy-Vorfallsbericht geheim. Der zerbrochene Rumpf des Hubschraubers sank auf 800 Faden (1500 m). Zum Zeitpunkt des Absturzes hatte Helicopter 66 seit Dienstbeginn 3245,2 Flugstunden und 183,6 Stunden seit der letzten Überholung.
Der gesunkene Hubschrauber bleibt Eigentum der U.S. Navy; das Streben privater Interessenten, das Wrack im Jahr 2004 zu bergen, wurde nicht verwirklicht.

## Rezeption, Erinnerung
Der Helikopter 66 wurde von den Nachrichtenagenturen vielfach abgebildet und erreichte nach den Worten des Weltallhistorikers Dwayne A. Day „den Rang eines der berühmtesten oder gar ikonischsten Hubschraubers der Geschichte“.

### Nachbildungen

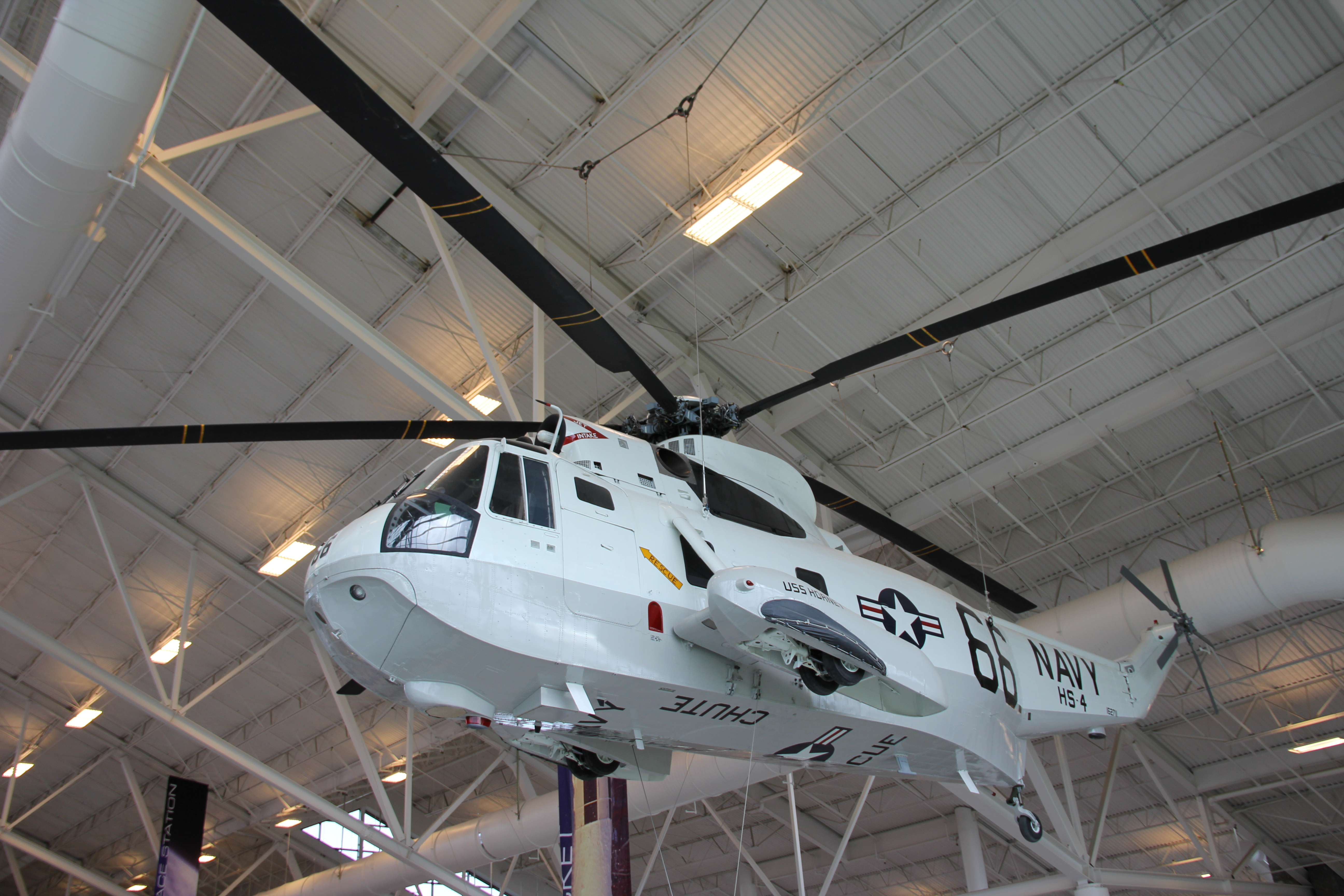
Ein Sikorsky Sea King in Helicopter-66-Lackierung im Besitz des National Museum of Naval Aviation, ausgestellt im Evergreen Aviation & Space Museum 2011.

Nachbildungen sind im USS Hornet Museum und im USS Midway Museum ausgestellt. Der Hubschrauber im USS Hornet Museum ist ein außer Dienst gestellter Sikorsky Sea King der Navy in Helicopter-66-Lackierung, der im Film Apollo 13 benutzt wurde. Ein Sikorsky Sea King in Helicopter-66-Lackierung wird auch vom National Museum of Naval Aviation ausgestellt.
Während der frühen 1970er brachte Dinky Toys ein Druckguss-Spielzeugmodell eines Sea King Hubschraubers als „Helicopter-66“-Ausgabe heraus. Das Modell besaß eine funktionsfähige Winde, welche eine Spielzeugraumkapsel hochheben konnte.

### Künstlerische Bearbeitungen

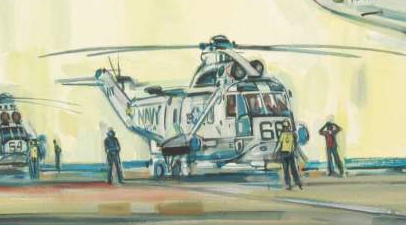
Ein Teil des Gemäldes Recovery Helicopter 66 von Tim O’Hara

Ein Gemälde des Helicopters 66 wurde 1969 vom Künstler Tom O’Hara als Teil einer NASA Kunstinitiative beauftragt. Es kam anschließend in Besitz des National Air and Space Museum.
Im September 1969 veröffentlichte Sängerin Manuela die Single „Helicopter U.S. Navy 66“, welche den Klang der Hubschrauberrotoren beinhaltete. Das Lied wurde im darauffolgenden Jahr von der belgischen Popsängerin Samantha gecovert. In einem Interview 2007 wurde die Beliebtheit von „Helicopter U.S. Navy 66“ als Schlusssong in einer Disco in Belgien 1970 als Inspiration der belgischen Schlagersängerin Laura Lynn für den Hit „Goud“ genannt.

## Trivia
1973 war die Helicopter Squadron Four mit Helicopter 66 auf der USS Kitty Hawk im Indischen Ozean stationiert. Der Hubschrauber transportierte den Schah des Iran Mohammad Reza Pahlavi für eine Schiffsbesichtigung zum Flugzeugträger.